# Arrondissement La Rochelle
Das Arrondissement La Rochelle ist eine Verwaltungseinheit des Départements Charente-Maritime in der französischen Region Nouvelle-Aquitaine. Präfektur ist La Rochelle.
Es umfasst 58 Gemeinden aus neun verschiedenen Kantonen.

## Kantone
- Aytré
- Châtelaillon-Plage (mit 6 von 8 Gemeinden)
- Île de Ré
- La Jarrie (mit 12 von 14 Gemeinden)
- La Rochelle-1
- La Rochelle-2
- La Rochelle-3
- Lagord
- Marans

## Gemeinden
Die Gemeinden des Arrondissements La Rochelle sind:
| 1. Andilly (17008)                     | 2. Angliers (17009)               | 3. Angoulins (17010)             | 4. Ars-en-Ré (17019)            |
| 5. Aytré (17028)                       | 6. Benon (17041)                  | 7. Bourgneuf (17059)             | 8. Charron (17091)              |
| 9. Châtelaillon-Plage (17094)          | 10. Clavette (17109)              | 11. Courçon (17127)              | 12. Cramchaban (17132)          |
| 13. Croix-Chapeau (17136)              | 14. Dompierre-sur-Mer (17142)     | 15. Esnandes (17153)             | 16. Ferrières (17158)           |
| 17. L’Houmeau (17190)                  | 18. La Couarde-sur-Mer (17121)    | 19. La Flotte (17161)            | 20. La Grève-sur-Mignon (17182) |
| 21. La Jarne (17193)                   | 22. La Jarrie (17194)             | 23. La Laigne (17201)            | 24. La Rochelle (17300)         |
| 25. La Ronde (17303)                   | 26. Lagord (17200)                | 27. Le Bois-Plage-en-Ré (17051)  | 28. Le Gué-d’Alleré (17186)     |
| 29. Les Portes-en-Ré (17286)           | 30. Loix (17207)                  | 31. Longèves (17208)             | 32. Marans (17218)              |
| 33. Marsilly (17222)                   | 34. Montroy (17245)               | 35. Nieul-sur-Mer (17264)        | 36. Nuaillé-d’Aunis (17267)     |
| 37. Périgny (17274)                    | 38. Puilboreau (17291)            | 39. Rivedoux-Plage (17297)       | 40. Saint-Christophe (17315)    |
| 41. Saint-Clément-des-Baleines (17318) | 42. Saint-Cyr-du-Doret (17322)    | 43. Sainte-Marie-de-Ré (17360)   | 44. Sainte-Soulle (17407)       |
| 45. Saint-Jean-de-Liversay (17349)     | 46. Saint-Martin-de-Ré (17369)    | 47. Saint-Médard-d’Aunis (17373) | 48. Saint-Ouen-d’Aunis (17376)  |
| 49. Saint-Rogatien (17391)             | 50. Saint-Sauveur-d’Aunis (17396) | 51. Saint-Vivien (17413)         | 52. Saint-Xandre (17414)        |
| 53. Salles-sur-Mer (17420)             | 54. Taugon (17439)                | 55. Thairé (17443)               | 56. Vérines (17466)             |
| 57. Villedoux (17472)                  | 58. Yves (17483)                  |                                  |                                 |

## Neuordnung der Arrondissements 2017

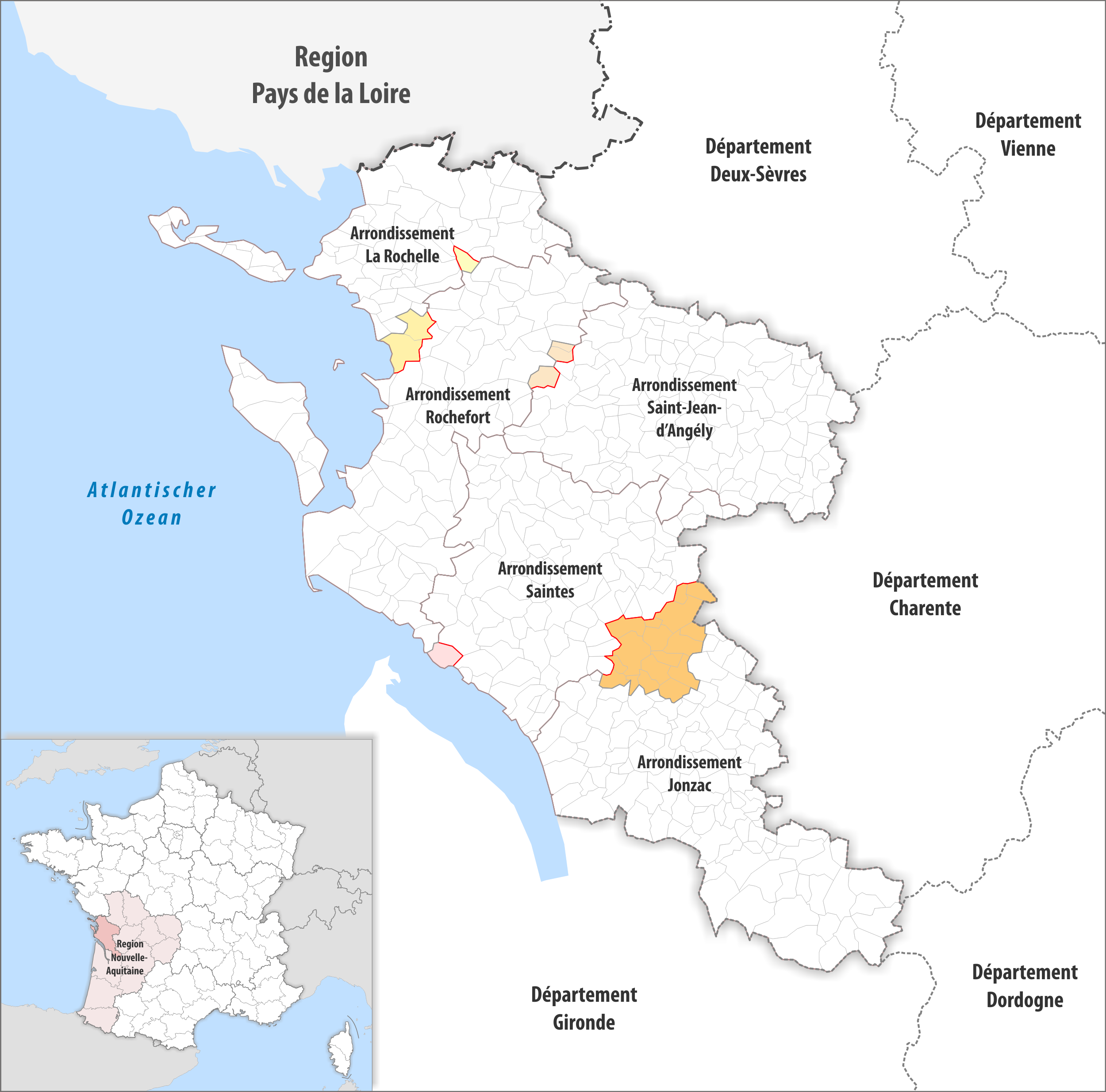
Arrondissementsanpassungen im Jahr 2017

Durch die Neuordnung der Arrondissements im Jahr 2017 wurde aus dem Arrondissement La Rochelle die Fläche der Gemeinde Anais dem Arrondissement Rochefort zugewiesen.
Dafür wechselte aus dem Arrondissement Rochefort die Fläche der zwei Gemeinden Thairé und Yves zum Arrondissement La Rochelle.